# Isara
Isara è uno dei woreda, della zona di Dawuro nella regione delle Nazioni, Nazionalità e Popoli del Sud in Etiopia.

## Descrizione
Il territorio, densamente popolato, dal punto di vista climatico si caratterizza per stagioni caldo-umide, che favoriscono la crescita della vegetazione. L'economia è di tipo agricolo, con l'allevamento destinato al sostentamento familiare; scarsi gli scambi commerciali. che unitò all'elevata densità di popolazione porta ad un uso intensivo del suolo, da parte di tanti piccoli agricoltori, ancora legati agli antichi mezzi di produzione (aratro trainato da buoi, zappa). Le coltivazioni sono varie, e dipendono essenzialmente dall'altitudine a cui si trova; si va dalla coltivazione del falso banano, del caffè e della canna da zucchero.
Il territorio è soggetto a frequenti fenomeni franosi, che si verificano soprattutto nella stagione delle piogge.